# Marocco (plaats)
Marocco is een plaats (frazione) in de Italiaanse gemeente Venezia.

## Galerij

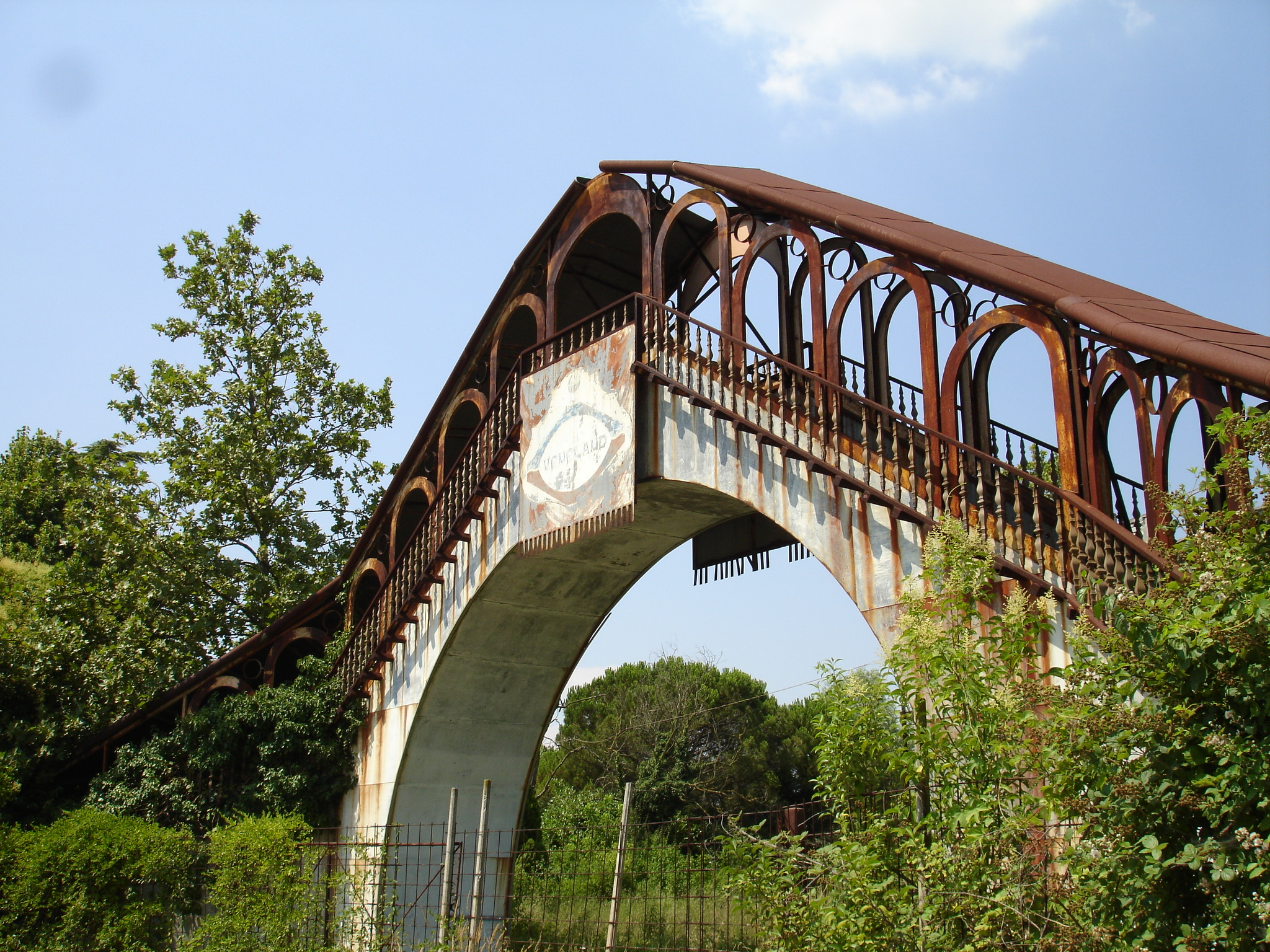
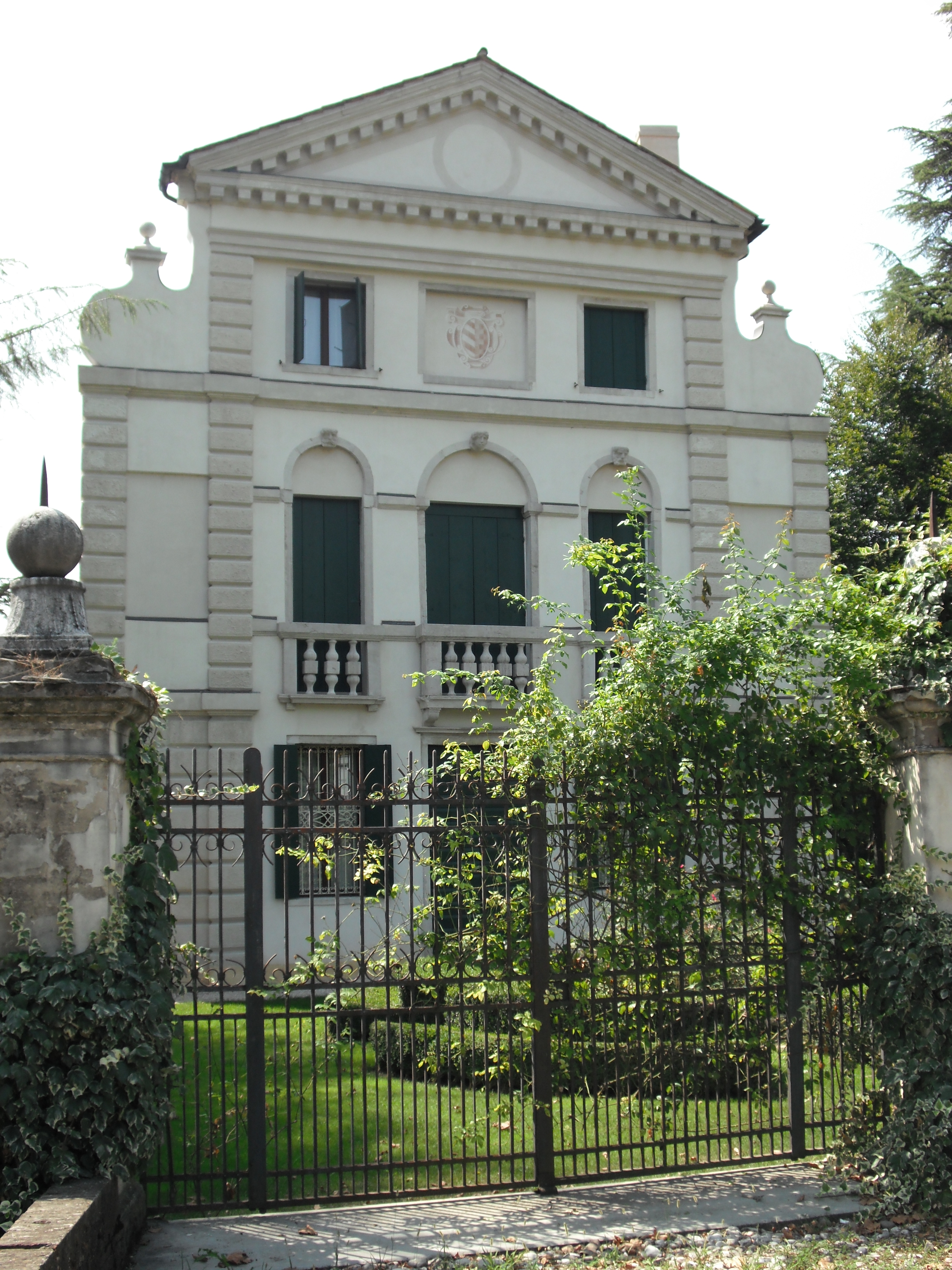
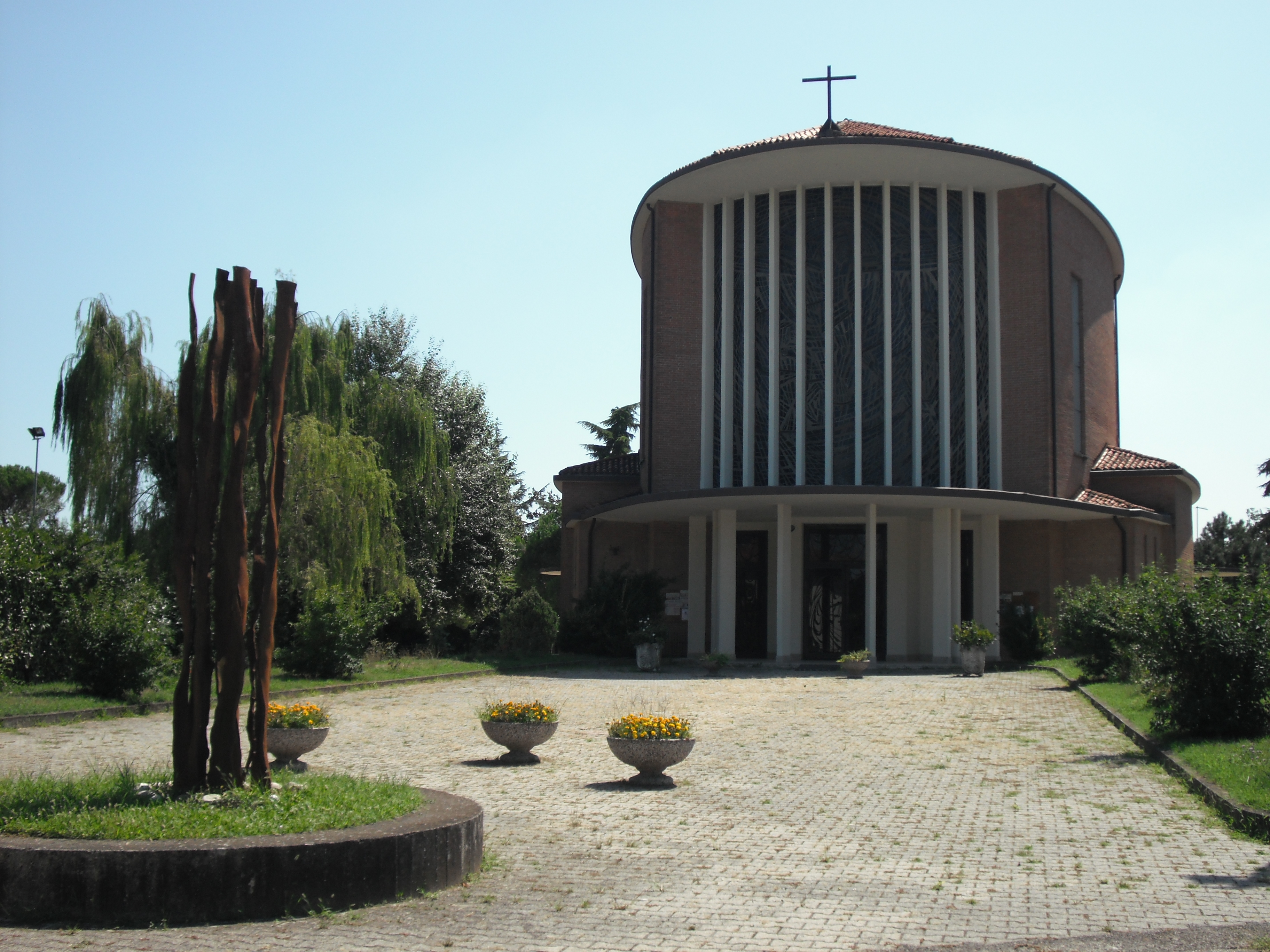